# 阿奇瓦·高斯曼
阿奇瓦·J·高斯曼（英語：Akiva J. Goldsman，1962年7月7日—）是一名美国编剧、导演与制作人。以2001年的传记片《美丽心灵》获得奥斯卡最佳改编剧本奖，该片还荣获当年奥斯卡最佳影片。
高斯曼还参与了多部好莱坞影片的剧本编写，包括《美丽心灵》、《我是传奇》和《铁拳男人》等。2006年高斯曼与《美丽心灵》导演朗·霍华德再度合作的改编自丹·布朗同名小说的《达芬奇密码》，他的改编在评论界毁誉参半。现在他还是福克斯电视台科幻电视剧《危机边缘》 的编剧、导演和联合制片人。

## 生平
阿奇瓦·高斯曼1962年7月7日生于纽约市。父亲泰夫·高斯曼是治疗师，母亲米拉·若森伯格是一个儿童心理学家。 夫妻二人为心理失常儿童运作了一个治疗团体。高斯曼记得父母的时间总是被工作所占据，他说：“当我十岁或十二岁时，我发现他们从我这里抢走了我的父母。我想也为那个世界的人也做不了更多的了。我希望成为一名作家，并幻想有一天看到我的名字印在书的封面。” 1983年高斯曼进入康涅狄格州中心城的卫斯理大学。
毕业之后，高斯曼进入纽约大学创意写作专业学习。他开始创作剧本并于1994年他编剧的《沉默的陷阱》拍摄成为电影。  之后导演乔·舒马赫雇高斯曼担任《终极证人》的编剧。
1990年代后期，阿奇瓦·高斯曼创作的剧本《杀戮时刻》和《蝙蝠侠与罗宾》被认为是令人失望的作品并使得他提名金酸梅奖。高斯曼意识到“我有那么点儿迷失。我创作的偏离了我所理解的。有点像一直猫在追自己的尾巴。一旦你开始制作的电影不令人满意，你就开始失去了令别人满意的机会。人们便不再为你帮忙，并说，‘我们希望你这样’。”
高斯曼向布莱恩·格雷泽争取了为《美丽心灵》编写剧本的机会，最后获得了奥斯卡最佳改编剧本奖。该片男主角拉塞尔·克罗邀请高斯曼和导演朗·霍华德创作了电影《铁拳男人》。
2009年他签约成为华纳兄弟改编自英国电视剧的电影《远古入侵》的联合制片人。
2010年4月6日，他宣布将担任PG-13翻拍片《毒魔复仇》。
2010年9月8日，高斯曼宣布他将创作改编自史蒂芬·金的黑暗之塔系列小说的电视剧第一季。
2012年首次执导电影《冬日奇緣》，改编自1983年马可·赫尔普林（Mark Helprin）的同名小说。本片于2014年2月上映。

### 《危机边缘》
2008年，高斯曼加入福克斯电视台剧集《危机边缘》的创作团队，担任编剧、导演和制片顾问。高斯曼担任编剧导演的第一集《噩梦》，收获评论界不俗的评价之后，便继续创作该剧集。 他创作的剧集包括：
- 《噩梦》（第一季第十七集）
- 《未选择的路》（第一季第十九集） （监制Jeff Pinkner和制片总监J.R. Orci联合编写剧本，故事是高斯曼原创）
- There's More Than One of Everything（第一季第二十集） （联合监制J.H. Wyman和Jeff Pinkner联合编写剧本，故事由高斯曼和监制Bryan Burk原创）
- 《老城里新的一天》（第二季第一集） （与J.J. Abrams联合编剧）
- 《彼得》（第二季第十六集）（Jeff Pinkner、J.H. Wyman和制片总监Josh Singer联合编写剧本，故事由高斯曼、Pinkner、Singer和Wyman联合编剧）
- 《布朗·贝蒂》（第二季第二十集） （与Wyman、Pinkner联合编写剧本）
- 《那边》（第二季第二十二集） （与Pinkner、Wyman联合编写剧本）
- 《那边 Part 2》（第二季第二十三集）（与Pinkner、Wyman联合编写剧本）
- 《项目13》（第三季第十五集）（与Wyman、Pinkner联合编写剧本）
- 《偷渡者》 （第三集第十七集）（Danielle Dispaltro基于高斯曼、Pinkner、Wyman原创的故事编写剧本）
- 《麦角酸酰二乙氨》 （第三季第十九集）（Wyman和Pinkner基于高斯曼、Pinkner、Wyman原创的故事编写剧本）
- 《我们死去的日子》 （第三季第二十二集）（Wyman和Pinkner基于高斯曼、Pinkner、Wyman原创的故事编写剧本）
- 《不相干》 （第四季第一集）（Wyman和Pinkner基于高斯曼、Pinkner、Wyman原创的故事编写剧本）
- 《项目9》 （第四季第四集）（与Wyman、Pinkner联合编剧）
- 《炮制天使》 （第四季第十一集） （与Wyman、Pinkner联合编剧）
- 《Nothing as It Seems》 （第四季第十六集） （与Pinkner联合编剧）
- 《运输证》 （第四季第十九集）（与Wyman、Pinkner联合编剧）
- 《勇敢新世界 Part 1》 （第四季第二十一集）（与Wyman、Pinkner联合编剧）
- 《勇敢新世界 Part 2》 （第四季第二十二集）（与Wyman、Pinkner联合编剧）

## 个人生活
高斯曼的第二任妻子，电影制片人瑞贝卡·斯宾金斯·高斯曼2010年7月6日因心脏病离世，享年42岁。

## 作品
| 年份        | 片名                      | 职务                   | 备注                                      |
| ----------- | ------------------------- | ---------------------- | ----------------------------------------- |
| 1994年      | 《终极证人》              | 编剧                   |                                           |
| 1994年      | 《沉默的陷阱》            | 编剧                   |                                           |
| 1995年      | 《永远的蝙蝠侠》          | 编剧                   | 与李·巴奇勒、詹尼特·斯考特·巴奇勒共同编写 |
| 1996年      | 《杀戮时刻》              | 编剧                   |                                           |
| 1997年      | 《蝙蝠侠与罗宾》          | 编剧                   |                                           |
| 1998年      | 《迷失太空》              | 制片人、编剧           |                                           |
| 1998年      | 《巫法闯情关》            | 编剧                   |                                           |
| 1999年      | 《蔚蓝深海》              | 制片人                 |                                           |
| 2001年      | 《美丽心灵》              | 编剧                   | 奥斯卡最佳改编剧本                        |
| 2004年      | 《警界双雄》              | 制片人                 |                                           |
| 2004年      | 《八面埋伏》              | 制片人                 |                                           |
| 2004年      | 《我，机器人》            | 编剧                   | 与 Jeff Vintar 联合编剧                   |
| 2005年      | 《康斯坦丁》              | 制片人                 |                                           |
| 2005年      | 《铁拳男人》              | 编剧                   | 与克里夫·霍林斯沃什联合编写               |
| 2005年      | 《史密斯行动》            | 制片人                 |                                           |
| 2006年      | 《我是瑞德·费什》         | 监制                   |                                           |
| 2006年      | 《海神号》                | 制片人                 |                                           |
| 2006年      | 《达芬奇密码》            | 编剧                   |                                           |
| 2007年      | 《治病救人》              | 监制                   | 电视试播                                  |
| 2007年      | 《我是传奇》              | 制片人、编剧           |                                           |
| 2008年      | 《全民超人汉考克》        | 制片人                 |                                           |
| 2009年      | 《天使与恶魔》            | 编剧                   | 与戴维·寇依普联合编剧                     |
| 2009年      | 《列王纪》                | 导演                   | 电视连续剧                                |
| 2009年-至今 | 《危机边缘》              | 联合制片人、编剧、导演 | 电视连续剧                                |
| 2010年      | 《失败者》                | 制片人                 |                                           |
| 2010年      | 《公平游戏》              | 制片人                 |                                           |
| 2010年      | 《西部英雄约拿·哈克斯》   | 制片人                 |                                           |
| 2010年      | 《灵动：鬼影实录2》       | 监制                   |                                           |
| 2011年      | 《灵动：鬼影实录3》       | 监制                   |                                           |
| 2012年      | 《暗月》                  | 制片人                 |                                           |
| 2013年      | 《唯一幸存者》            | 制片人                 |                                           |
| 2014年      | 《冬天的故事》            | 导演、编剧、制片人     | 导演处女作                                |
| 2015年      | 《分歧者2：叛亂者》       | 制片人                 |                                           |
| 2016年      | 《第5毀滅》               | 制片人                 |                                           |
| 2017年      | 《七夜怪譚》              | 制片人                 |                                           |
| 2017年      | 《变形金刚5：最后的骑士》 | 故事                   | 金酸莓奖最差剧本奖提名                    |
| 2017年      | 《黑塔》                  | 编剧、制片人           |                                           |
| 2017年      | 《絲黛芬妮》              | 导演                   |                                           |
| 2017年      | 《亞瑟：王者之劍》        | 制片人                 |                                           |
| 2019年      | 《安眠醫生》              | 监制                   |                                           |
| 2021年      | 《重返大荒野》            | 监制                   |                                           |
| 2021年      | 《小确幸地图》            | 制片人                 |                                           |
| 2021年      | 《湯姆·克蘭西之冷血悍將》 | 制片人                 |                                           |
| 2022年      | 《凶火》                  | 制片人                 |                                           |
| 2022年      | 《邂逅浪漫》              | 制片人                 |                                           |
| 待定        | 《魔間行者》              | 编剧、制片人           |                                           |

## 相关连接
- 阿奇瓦·高斯曼在互联网电影资料库（IMDb）上的資料（英文）